# American Red Cross Motor Corps

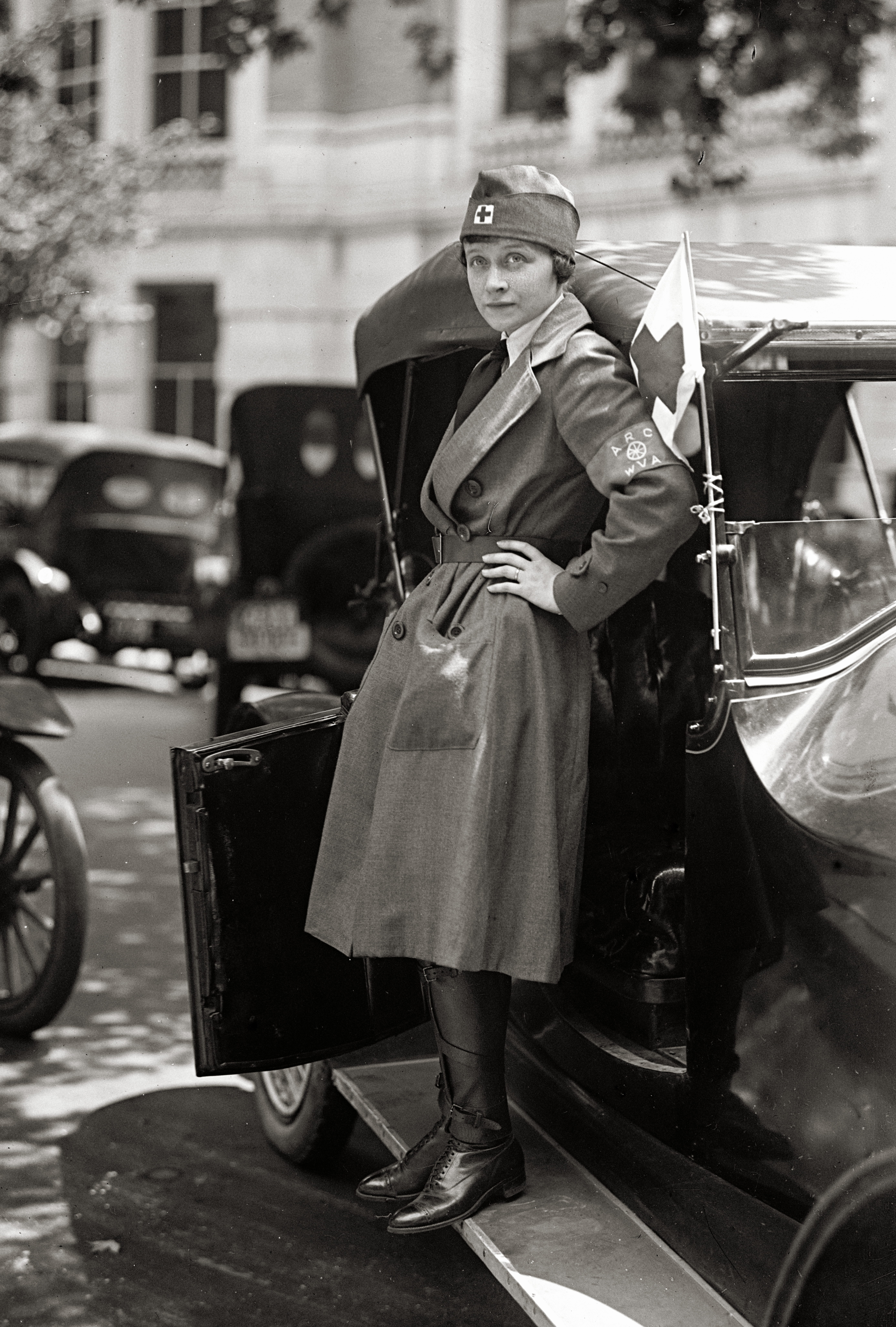
Red Cross Motor Corps (1917)

L'American Red Cross Motor Corps (coneguda en anglès també com a American Red Cross motor service) fou fundat el 1917 per l'American Red Cross (ARC). El cos estava compost íntegrament de dones per donar suport a l'Exèrcit dels Estats Units d'Amèrica per transportar soldats i subministraments durant la Primera Guerra Mundial així com per donar assistència a d'altres treballadors de l'ARC en diverses tasques. La diversitat de la feina incloïa des de cantines fins a hospitals militars, campaments, serveis de la llar, ajuda externa o d'altres serveis com la pandèmia de grip de 1918.

## Fundació
Com a resultat de la petició del director del Bureau of Motor Corps Service en una conferència a Washington DC, els motor services de sis de les principals ciutats estatunidenques que prèviament havien estat entitats independents pel que feia a la seva organització, es van combinar en la Red Cross Corps. Com a resultat, la Red Cross Motor Corps Service es convertí en una institució coordinada, capaç d'assolir la demanda de transport local i més per tots els Estats Units d'Amèrica. Les organitzacions que passaren a formar part de la Red Cross Motor Corps Service foren la Motor Messenger Service de Filadèlfia, el National Service League Motor Corps d'Atlanta, el National Service League Motor Corps de Nova York i Buffalo, l'Emergency Motor Corps de Nova Orleans i l'Emergency Drivers de Chicago. Totes aquestes organitzacions foren representades en una conferència nacional pels seus comandaments en cap, que es convertiren en comandaments de la Red Cross Motor Corps Service en les seves respectives ciutats. Els quatre cossos independents afegiren més de sis-cents membres al les Motor Corps.
En els següents mesos durant els quals el comandament nacional esdevingué controlat pels voluntaris de les diverses ciutats, l'eficiència i la uniformitat del cos incrementaren considerablement. Normes i requeriments s'estandarditzaren. Aptituds físiques, experiència en la conducció, coneixements de mecànica, independència en cas d'accident de trànsit i entrenaments militars passaren a ser requeriments dels membres de la divisió de transport. Per conductors d'ambulància, els requeriments addicionals eren primers auxilis i moviments de lliteres. Per ajudants d'auxili, que eren membres no actius, 12 dies d'experiència en el pavelló d'accidents d'un hospital eren necessaris.
En conformitat amb la petició del Departament de Guerra dels Estats Units d'Amèrica, l'uniforme caqui i la insígnia utilitzada anteriorment es descartaren. La nova regulació d'uniforme de les Motor Corps esdevingué el gris de la Red Cross Oxford. Els cotxes del cos havien de poder ser diferenciats per una banderola metàl·lica blanca amb la creu roja i les paraules "Motor Corps". Entre aquesta distinció i els papers de conduir eren considerats suficients en la majoria de casos per obtenir dret de pas en afers oficials. Es decidí també que les dones de l'American Red Cross Motor Corps durien els telegrames oficials contenint informació d'ultramar a les cases dels familiars de morts i ferits.

## Primera Guerra Mundial

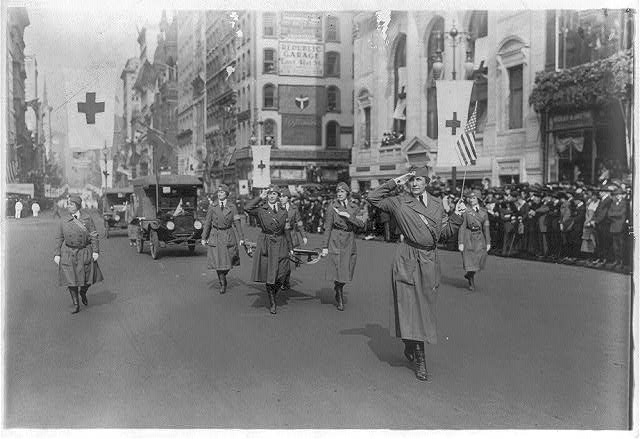
Florence Harriman encapçalant les Washington Ambulance Corps en una desfilada de la Creu Roja

Les Motor Corps de l'American Red Cross s'organitzaren principalment durant la Primera Guerra Mundial per ajudar l'exèrcit, particularment en retirar persones malaltes i ferides de vaixells i trens a hospitals i llars. També cooperaven amb altres departaments de la Creu Roja i agències en requeriments i entrega de subministraments. No hi havia gaire incentius per atreure treballadors al cos donat que era freqüentment intens, dut a terme sota tot tipus de condicions, en qualsevol temps i qualsevol moment quan es necessitava. Tot i això, la resposta a la primera crida de voluntaris va ser àmplia. El cos s'organitzà en el Bureau of the Department of Military Relief i en cada divisió que contenia un Motor Corps, un capità era nomenat per comandar-los, amb poder per nomenar tinents i d'altres oficials. La disciplina miliar i un mínim entrenament militar foren estrictament imposats. La First Division consistia en els conductores d'ambulàncies i camions, que eren requerides de complir el més alt dels estàndards i complir la part més exigent del cos. En aquesta divisió totes les dones havien de passar exàmens en mecànica d'automòbils, primers auxilis, moviments de lliteres així com conducció en carretera. Un certificat era emès a cada dona que es qualificava per la First Division.
Pel 30 de juny de 1918, ja hi havia en operació prop de 100 Motor Corps als Estats Units d'Amèrica amb un total aproximat de 3.000 dones en servei. Durant l'estiu de 1918 el desenvolupament de les Motor Corps fou ràpid i sistemàtic. L'1 de novembre de 1918, ja hi havia 12.000 treballadores, la majoria no només utilitzant el seu temps sinó l'ús dels seus propis cotxes. Moltes noves Corps foren entrenades a través de tot el país i diverses entitats similars que operaren fins llavors independentment també passaren a formar part de la Creu Roja. El 31 de desembre de 1918, ja hi havia 297 Motor Corps amb 11.604 socis sense comptar totes les assistents i reserves que s'hi havien apuntat en temps d'emergència. A més del fet que totes les treballadores eren voluntàries, cada membre proveïa del seu propi cotxe i pagava totes les despeses d'operació. Les membres que formaven part del servei regular havien de complir com a mínim 16 hores a la setmana. Tot i això, la majoria de dones treballaven més del doble del mínim requerit. Durant els dotze mesos fins al 28 de febrer de 1919, més de 5.600.000 quilòmetres foren coberts per vehicles operats cobrint els diversos serveis de la divisió així com durant la pandèmia de grip de 1918.
A través dels resultats dels mesos de març fins a juny de 1919 es pot veure com de constant fou la seva feina fins al final de la guerra recopilant fins a 249.568 hores de servei. Més de 3.370 treballadores, de les quals 3.240 eren actives, treballaren constantment operant 2.603 cotxes, 71 ambulàncies, 44 camions i 146 altres vehicles. De les 190 Motor Corps, només 83 reportaren estadístiques de manera que els nombres reals són en realitat més elevats. A part d'alguns serveis particulars inclosos els pocs hospitals militars restants, durant el desembre de 1920, les Motor Corps foren majoritàriament desmobilitzades, essent primàriament una organització de reserva per cobrir situacions d'emergència civil i militar en temps de pau.

## Pandèmia de grip de 1918

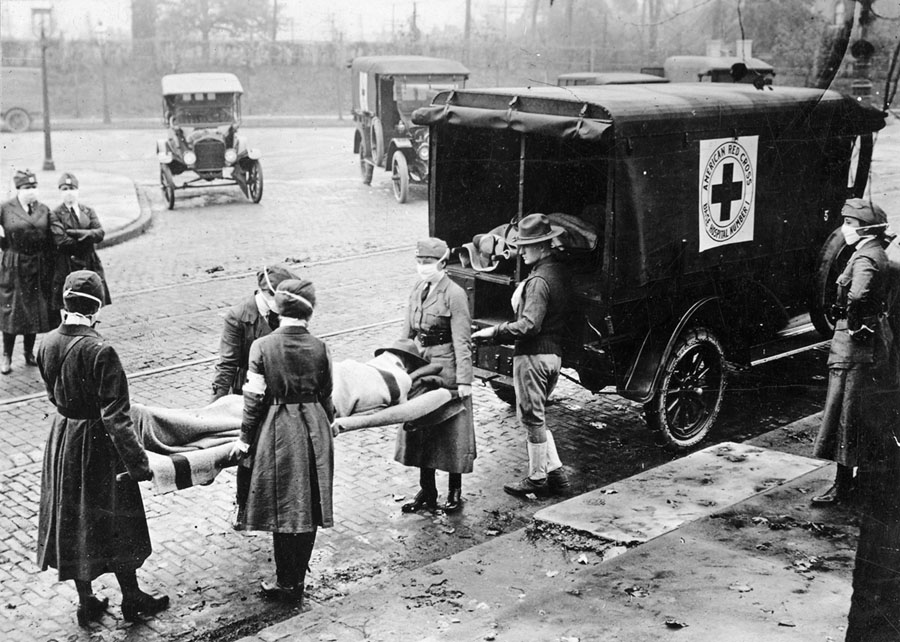
La pandèmia de grip a Sant Louis el 1918

Durant la pandèmia de grip que s'estengué pel país la tardor de 1918, la Red Cross Motor Service hagué de superar l'examen més difícil des de la seva creació. Com a resultat, centenars d'articles de diari i cartes testimonials es conserven avui dia lloant la feina del cos, des de particulars fins a militars, metges, autoritats i institucions testificant la feina valuosa del cos durant la crisi de la grip. Sense por de contraure-la, les dones de les Motor Corps treballaren nit i dia servint freqüentment fins a 100 hores setmanals duent pacients —a collibè, en llençols, mantes, cadires o qualsevol cosa que servís quan no hi havia lliteres disponibles— als hospitals. Cap tasca fou rebutjada ni cap de les seves membres es negaren a realitzar cap d'aquests serveis, van fer el que fos que es necessités. Consta que fins i tot van desinfectar terres, cuinaren per famílies on tots els seus membres eren malalts i fins i tot realitzaren funerals.

## Desastre de Perth Amboy
El 1918, la T. A. Gillespie Company Shell Loading Plant de Perth Amboy patí una explosió i la Gillespie Munitions Loading Plant fou destruïda. Els membres de les Motor Corps donaren un servei inestimable en transportar doctors, infermeres i treballadors al lloc dels fets. També transportaren centenars de refugiats i cercaren refugi, menjar, roba i atenció mèdica per tots ells.

## Segona Guerra Mundial
Durant la Segona Guerra Mundial, 45.000 dones registraren més de 98.000.000 quilòmetres en entregues i transports diversos. Molts dels membres s'iniciaren en classes de mecànica per mantenir els seus cotxes funcionant i així poder utilitzar-los per transportar el que fos incloent subministraments, i no només malalts i ferits, sinó també voluntaris a les diverses instal·lacions. Les classes de mecànica consistien en tot el que calia saber, des d'engegar un cotxe fent un salt a la ignició fins a canviar les rodes o 20 hores d'entrenament mèdic d'emergència. Diverses ciutats importants com Nova York i Chicago també tingueren unitats afroamericanes de les Motor Corps.